# 阿瑟·埃德温·希尔
阿瑟·埃德温·希尔（英語：Arthur Edwin Hill，1888年1月9日—1966年6月5日），英国男子水球运动员。他曾代表英国参加1912年夏季奥林匹克运动会水球比赛，获得一枚金牌，他是当时队伍中最年轻的选手。